# Fairmount (Georgia)
Fairmount es un pueblo ubicado en el condado de Gordon en el estado estadounidense de Georgia. En el censo de 2000, su población era de 745 habitantes.

## Demografía
En el 2000 la renta per cápita promedia del hogar era de $35,893, y el ingreso promedio para una familia era de $40,568. El ingreso per cápita para la localidad era de $16,508. Los hombres tenían un ingreso per cápita de $25,833 contra $22,083 para las mujeres.

## Geografía
Fairmount se encuentra ubicado en las coordenadas 34°26′19″N 84°41′58″O / 34.43861, -84.69944 (34.438510, -84.699371).
Según la Oficina del Censo, la localidad tiene un área total de 3,1 km² (1,2 mi²), de la cual 3,1 km² (1,2 mi²) es tierra y 0 km² (0 mi²) (0.00%) es agua.